# Fergana (geslacht)
Fergana is een geslacht van vlinders van de familie uilen (Noctuidae), uit de onderfamilie Hadeninae.

## Soorten
- F. oreophila Staudinger, 1892
- F. pyralina Boursin, 1940